# Santa Maria Immacolata a Via Veneto

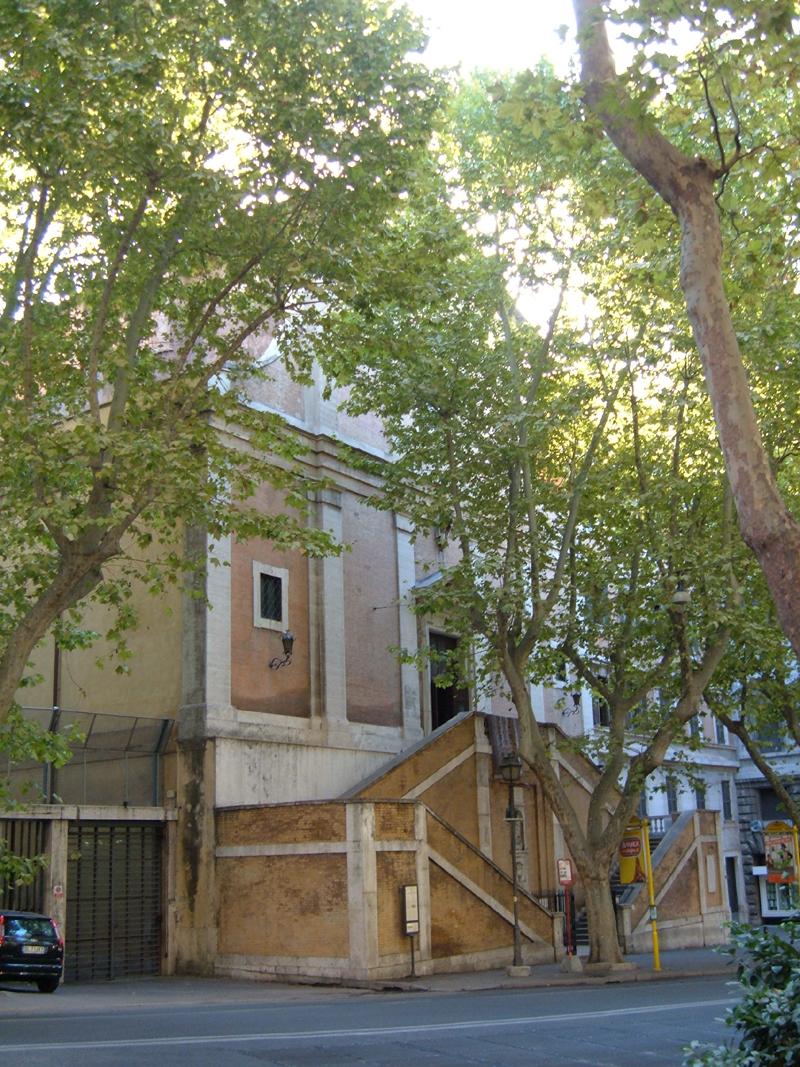
Außenfassade der Kirche Santa Maria Immacolata a Via Veneto.

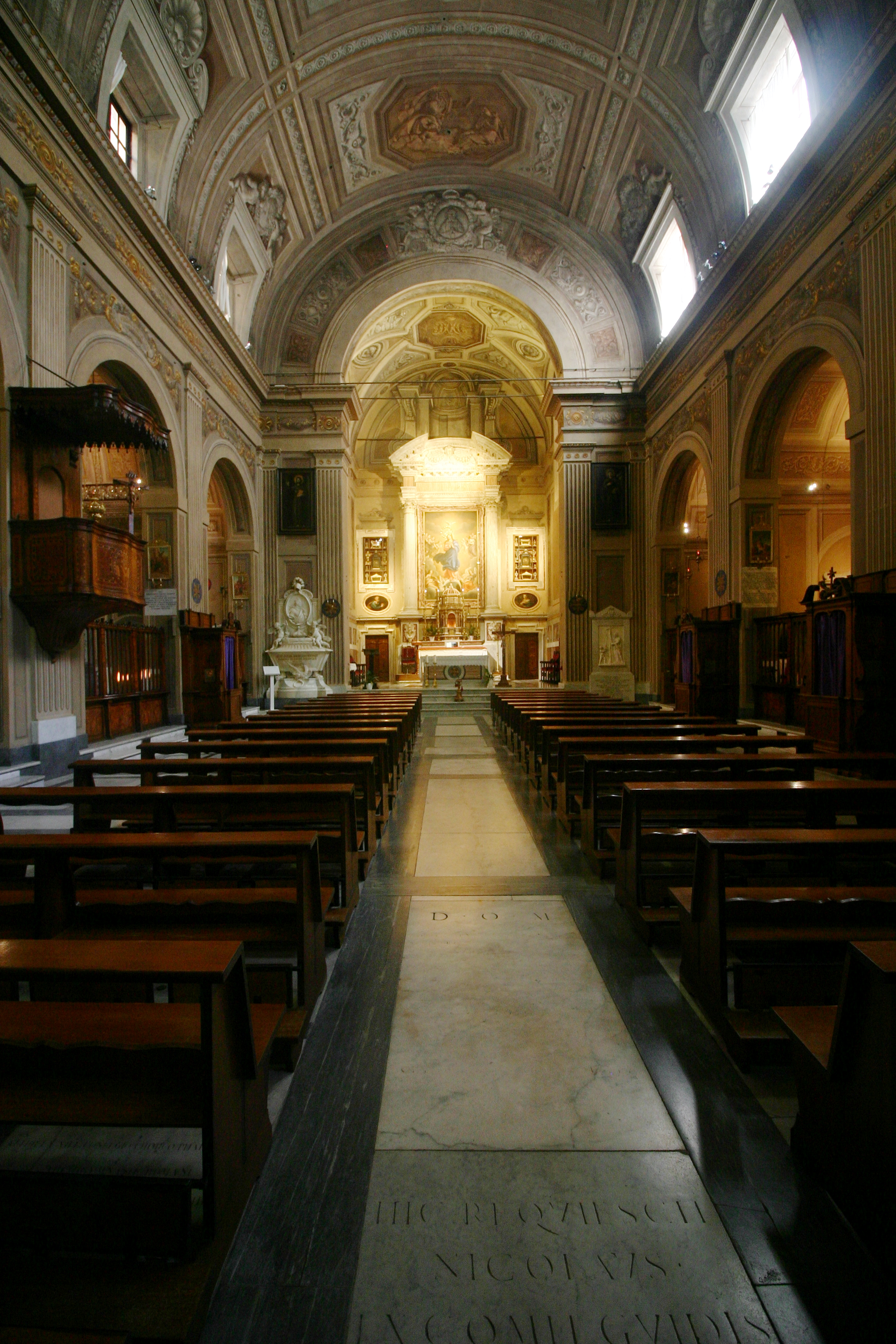
Inneres der Kirche

Santa Maria Immacolata a Via Veneto oder Nostra Signora della Concezione dei Cappuccini ist der Name eines Kirchengebäudes in Rom. 
Die Kirche wurde auf Betreiben von Kardinal Antonio Marcello Barberini, dem Bruder von Papst Urban VIII., nach Plänen von Antonio Casoni in den Jahren 1626 bis 1631 erbaut und befindet sich an der Via Veneto nahe der Piazza Barberini. Sie gehört bis heute zu einem Kapuzinerkloster. In der Krypta befindet sich ein Ossuarium.
Das Beinhaus machte die Kirche berühmt, weil dort noch bis 1870 hunderte von Skeletten nicht nur gelagert, sondern verarbeitet wurden. In sechs, durch einen gemeinsamen Gang verbundenen Räumen wurden Schädel, Beckenknochen, Wirbel und Schulterblätter zu Wanddekorationen, Blüten, und biblischen Darstellungen arrangiert. Auch zu sehen ist ein komplett aus Knochen gefertigter Leuchter, der von der Decke des Raumes hängt.
Eine Besichtigung der Krypta ist im angeschlossenen Kapuziner-Museum gegen Eintritt möglich.
Auf einem Schild am Eingang zur Krypta steht geschrieben: „Quello che voi siete noi eravamo; quello che noi siamo voi sarete.“ (Was ihr seid sind wir gewesen; was wir sind werdet ihr sein.)

## Galerie

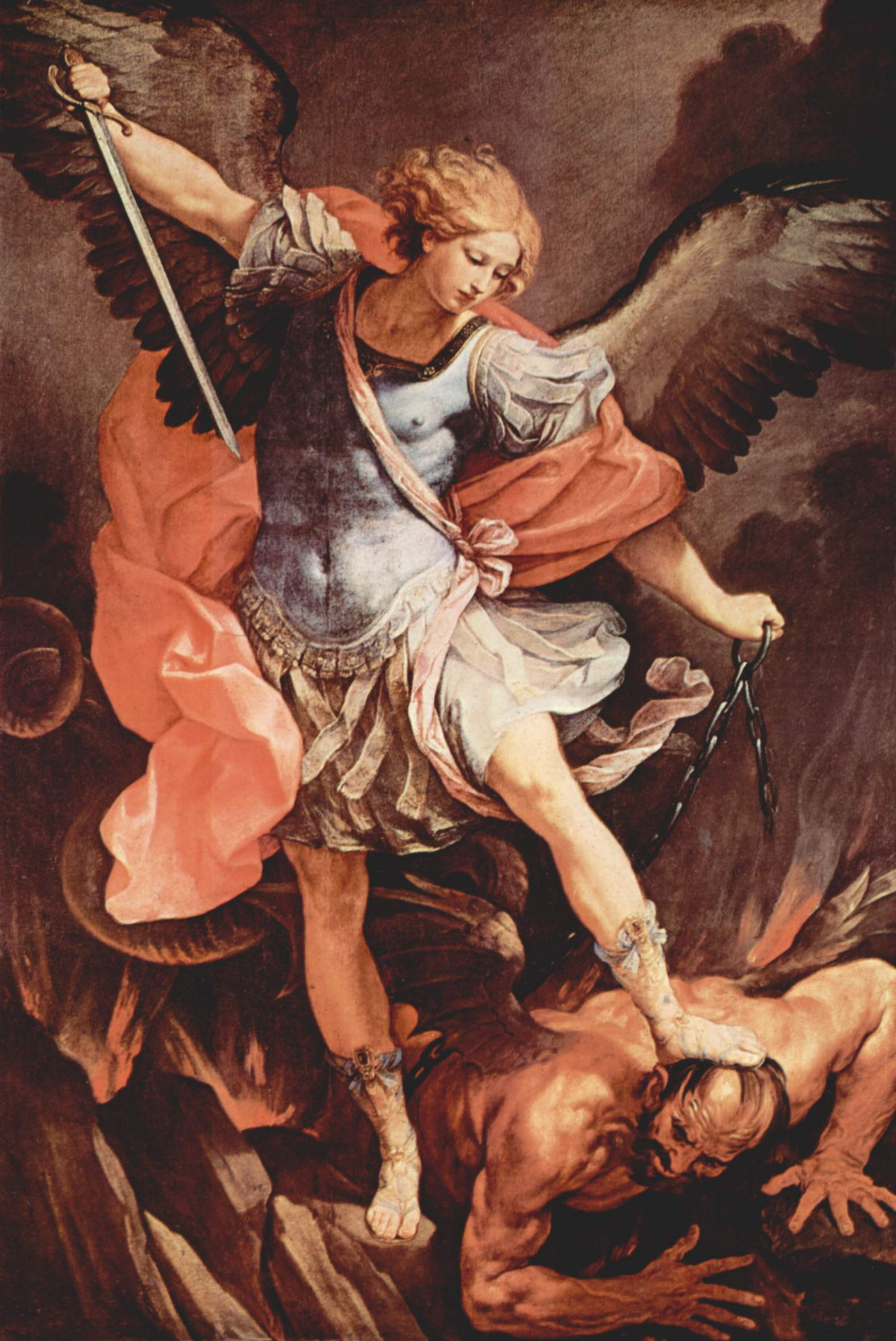
Der Erzengel Michael von Guido Reni im Inneren der Kirche
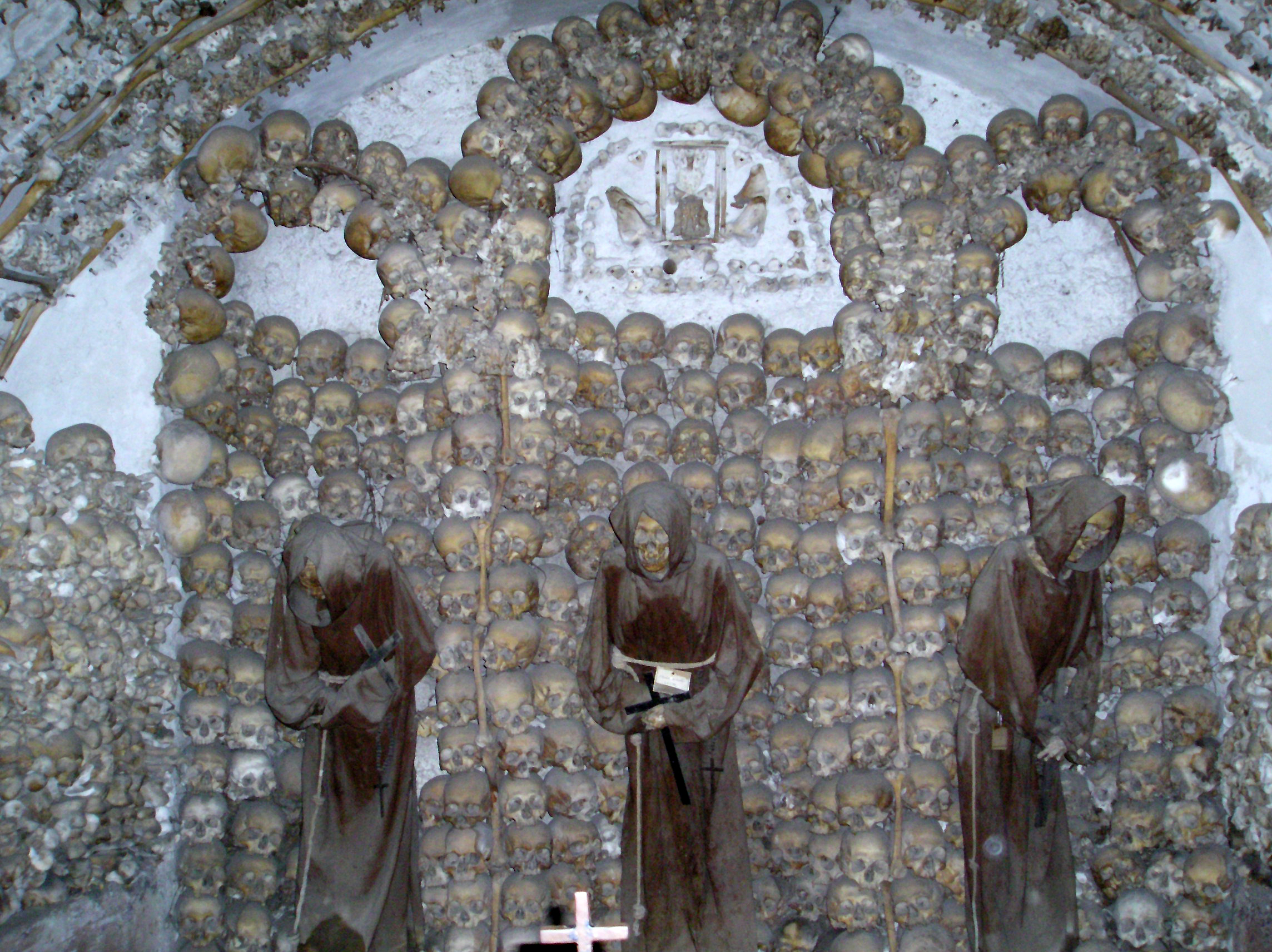
Krypta der Kirche
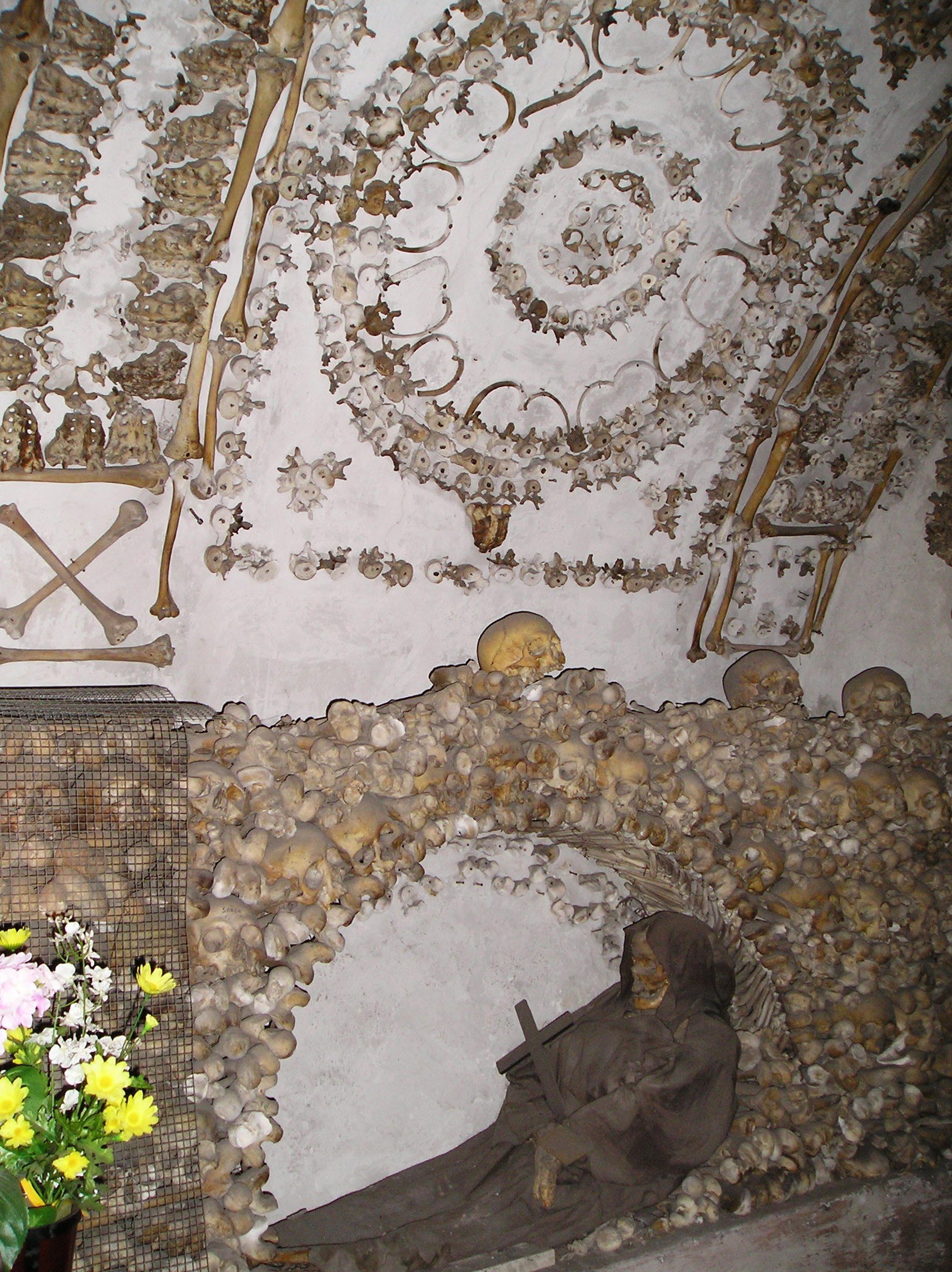
Details der Krypta
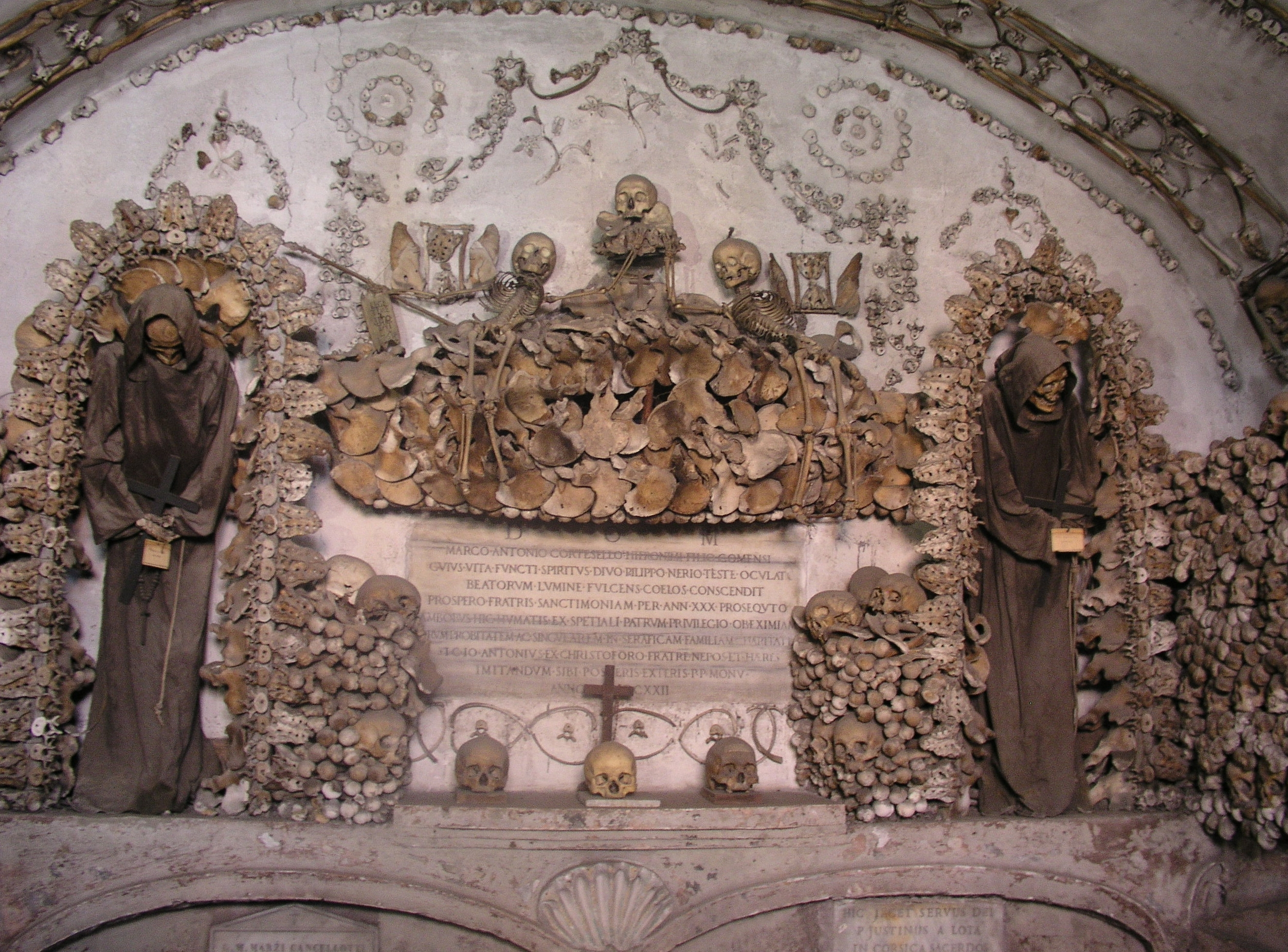
Details der Krypta
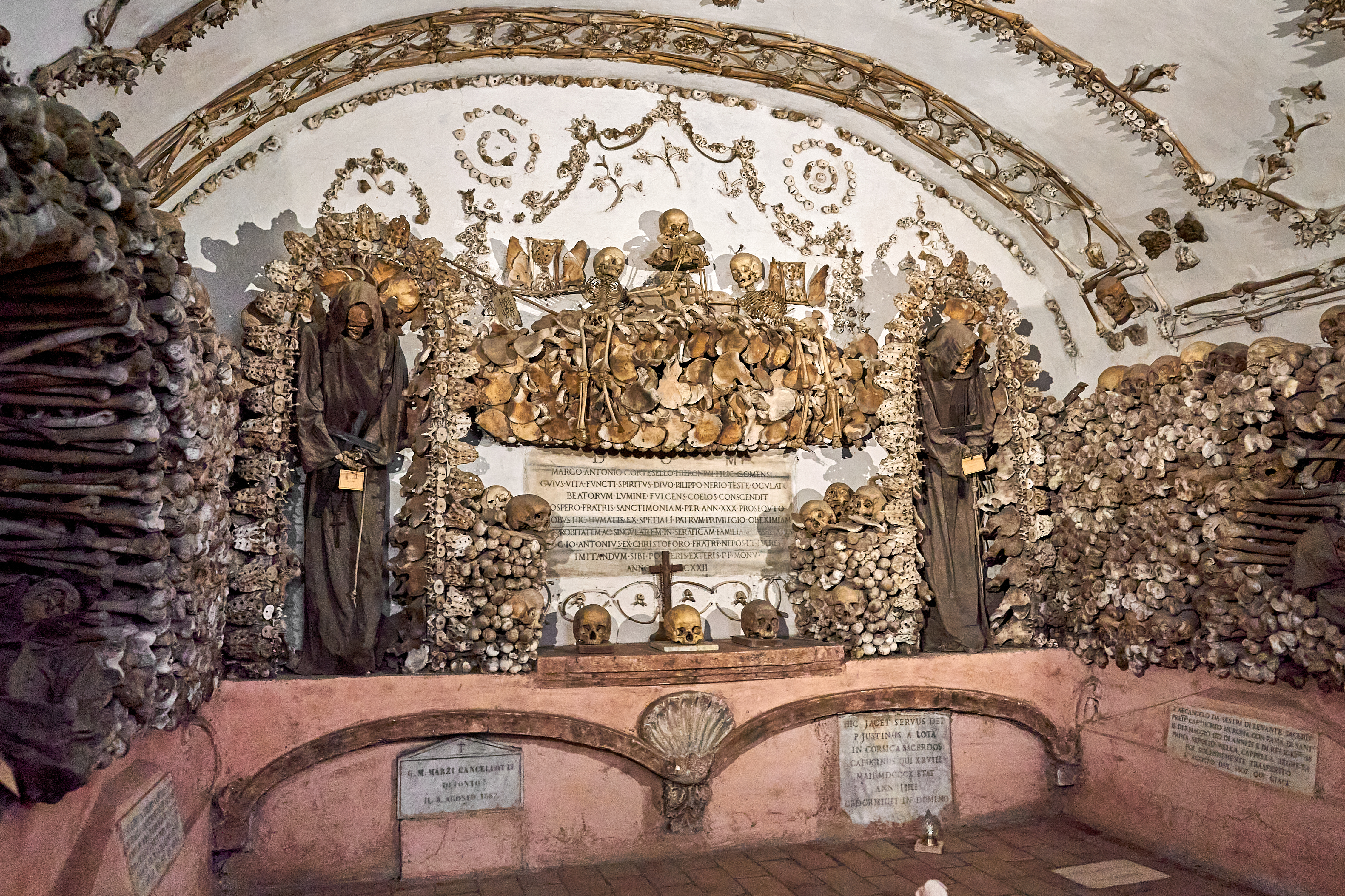
Details der Krypta
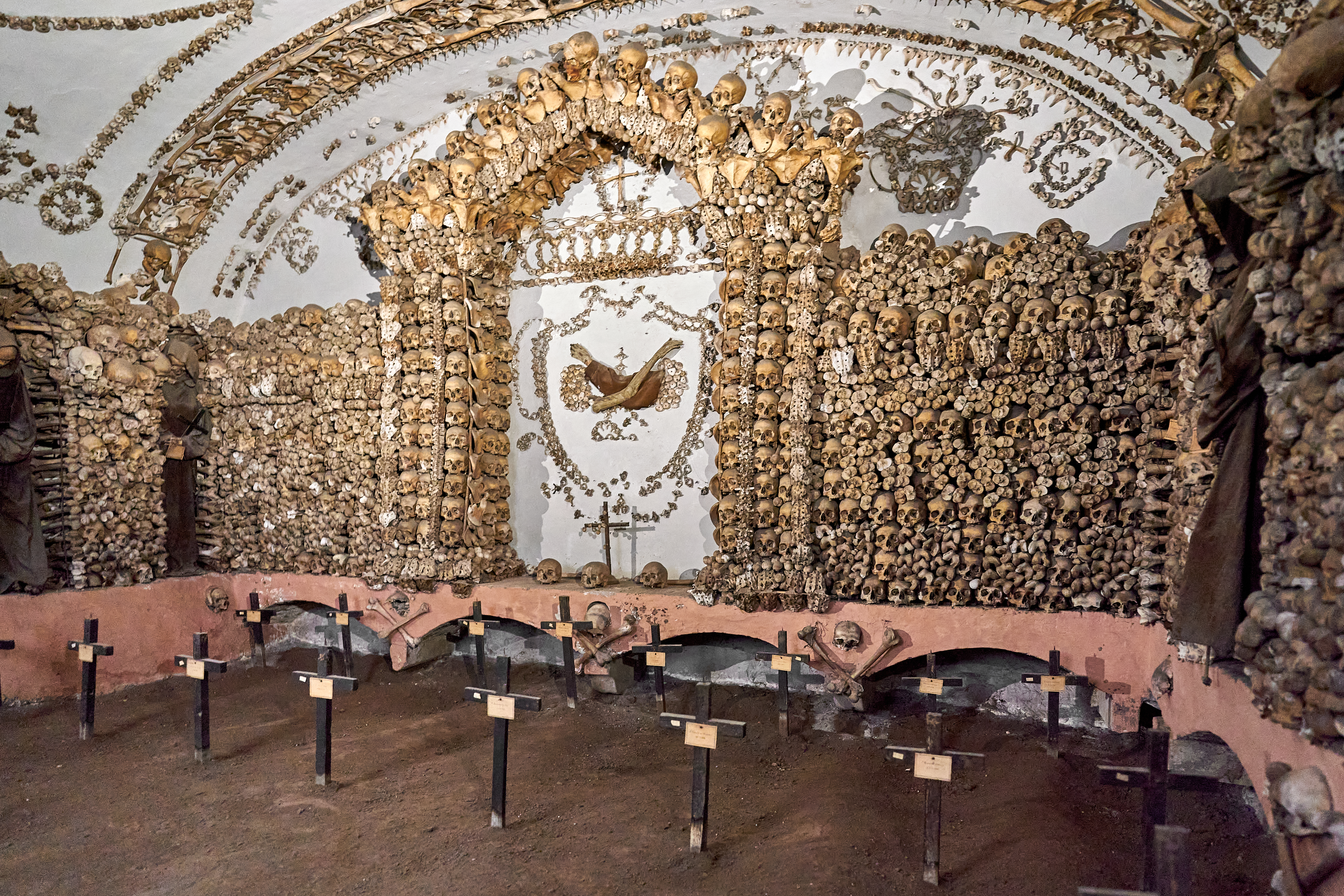
Details der Krypta
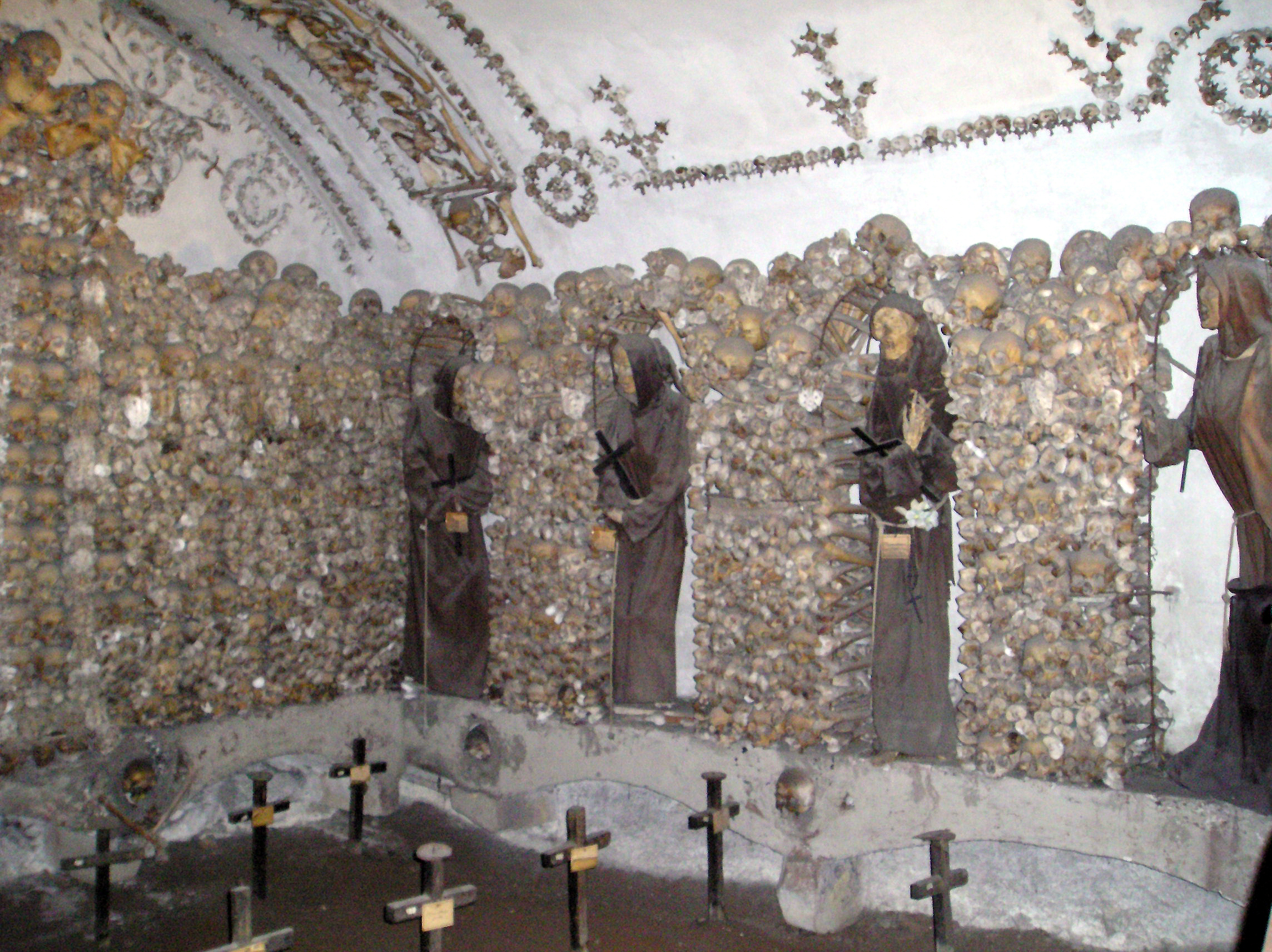
Innenraum der Krypta
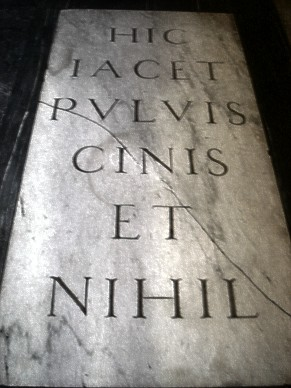
Grabstein von Antonio Barberini, dem Gründer der Kirche